# Chalara dracophylli
Chalara dracophylli är en svampart som beskrevs av McKenzie 1997. Chalara dracophylli ingår i släktet Chalara, divisionen sporsäcksvampar och riket svampar.   Inga underarter finns listade i Catalogue of Life.